# Erebia augurinus
Erebia augurinus är en fjärilsart som beskrevs av Hans Fruhstorfer 1910. Erebia augurinus ingår i släktet Erebia och familjen praktfjärilar. Inga underarter finns listade i Catalogue of Life.